# Perger Au

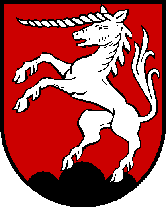
Stadtwappen von Perg

Als Pergerau beziehungsweise Perger Au wurde die einst sumpfige Landschaft im nördlichen Machland süd- beziehungsweise südöstlich von Perg entlang der Flussarme und dem Gerinne der Naarn sowie ihrer von den nördlich gelegenen Hügeln kommenden Zuflüsse zwischen Perg, Mitterkirchen und Baumgartenberg bezeichnet.

## Geschichte
Die erstmalige urkundliche Erwähnung der Pergerau erfolgte 1431. Demnach lag diese zwischen den Ortschaften Zeitling und Mettensdorf. Im Süden reichte sie bis etwa zu der Linie, wo heute der große Naarnkanal verläuft und bis zum Mettensdorfer Mühlbach. Die Nordgrenze bildete die ehemalige Hauderer Bezirksstraße beziehungsweise die heutige Bundesstraße 3. Das Gebiet ist ungefähr 1.600 Hektar groß und wird im Westen von der Naarn und im Osten vom Tobrabach durchflossen.
Ursprünglich war es ein Weideland. Mit dem Einbau von Wehren bei den Mühlen zur besseren Ausnützung der Wasserkraft und dem damit verbundenen Rückstau begann um 1560 die Versumpfung der Pergerau.
Die Naarn hat in der Ebene ein geringes Gefälle. Nach der Schneeschmelze im Granitplateau und nach starken Regenfällen kann das Wasser nicht abfließen. Es überflutet immer wieder weite Strecken des Landes, das nur sehr langsam, hauptsächlich durch Verdunstung des Wassers, austrocknet. Die Wiesen werden sauer und durch mindere Ernteerträgnisse sehr entwertet.

## Naarnregulierung im 18. Jahrhundert
Die Überschwemmungen der Naarn kamen meist sehr unvermittelt als Folge schwerer Wolkenbrüche im Hinterland oder lang anhaltender Regen. Die Wiesen und Äcker beiderseits der Naarn glichen danach meist einem See. Als Überschwemmungsjahre wurden die Jahre 1118, 1126, 1172, 1193, 1195, 1210, 1404, 1406, 1436, 1490, 1509, 1520, 1527, 1570, 1572, 1573, 1597, 1598, 1606, 1617, 1647, 1651, 1658, 1670, 1672, 1677, 1682, 1705, 1716, 1736, 1770, 1771, 1775 und 1778 bezeichnet.
Nach einem Bericht des Landeshauptmannes vom 7. Juli 1769 über die schlechten Verhältnisse in der Pergerau und nach Vorsprache bei Kaiserin Maria Theresia verfügte diese eine Reihe von Maßnahmen. Einerseits die Beseitigung der vielen Krümmungen der Naarn durch die angrenzenden Untertanen, weiters die dauernde Räumung des Flussbettes von den zu Boden gesunkenen Schwemmscheitern durch die Holzschwemmkompanie und andererseits den Bau von zwei Kanälen.
Mit der Entsendung von Kommissionen, die ab 7. April 1776 in Perg tagten, wurde die Entsumpfung der Pergerau in Angriff genommen. Der versumpfte Boden wurde von 110 böhmischen Teichgräbern, einheimischen Taglöhnern, Zimmerleuten und Wasserträgern aus dem Machlandes trockengelegt. Die unter dem Perger Marktrichter und Bräuer Josef Frieß errichteten Kanäle waren bereits 1776 (kleiner Naarnkanal mit Tobrakanal) beziehungsweise 1777 (großer Naarnkanal) fertiggestellt.
Der größere, der eigentliche Naarnkanal, zog von Perg gegen Mitterkirchen und war 4.086 lang, der kleinere führte von der Fabrik Schöberl (Kickenau) in Richtung Baumgartenberg. Dieser kleine Kanal wurde Maria Theresien Kanal genannt und war 7455 m lang. Er hatte die Aufgabe, den Thurhofbach und die weiteren, von den nördlichen Abhängen kommenden Gewässer aufzunehmen. Das trockengelegte Land wurde unter den kommunalberechtigten Häusern streifenweise aufgeteilt und die betreffenden Flächen wurden Hauswiesen genannt. Sie durften nicht verkauft werden und verblieben mit dem Nutzgenuss beim jeweiligen Haus.
Das vollendete Werk wurde durch die fehlende laufende Räumung und die Wiedererrichtung beziehungsweise Erhöhung des Haidmühlwehres und anderer Stauanlagen unwirksam gemacht und die Pergerau versumpfte erneut. Das starke Sandgeschiebe füllte schon wenig später die Kanäle und 1830 mussten Dämme zu beiden Seiten des großen Kanals gebaut werden. Auch die an die Wiesen angrenzenden Äcker des Machlandes litten unter der Nässe. Es ist verzeichnet, dass früher die Kornmandeln auf Brücken gestellt wurden, um sie vor Nässe oder Hochwasser zu schützen.
Daher setzt sich die Aufzeichnung von Überschwemmungsjahren fort: 1784, 1785, 1786, 1787, 1799, 1809, 1813, 1815, 1819, 1820, 1824, 1829, 1833, 1840, 1850, 1853, 1862, 1876, 1880, 1883, 1890, 1892, 1896, 1899, 1909, 1910, 1912, 1914, 1917, 1929, 1932 und 1954.

## Naarnregulierung im 20. Jahrhundert

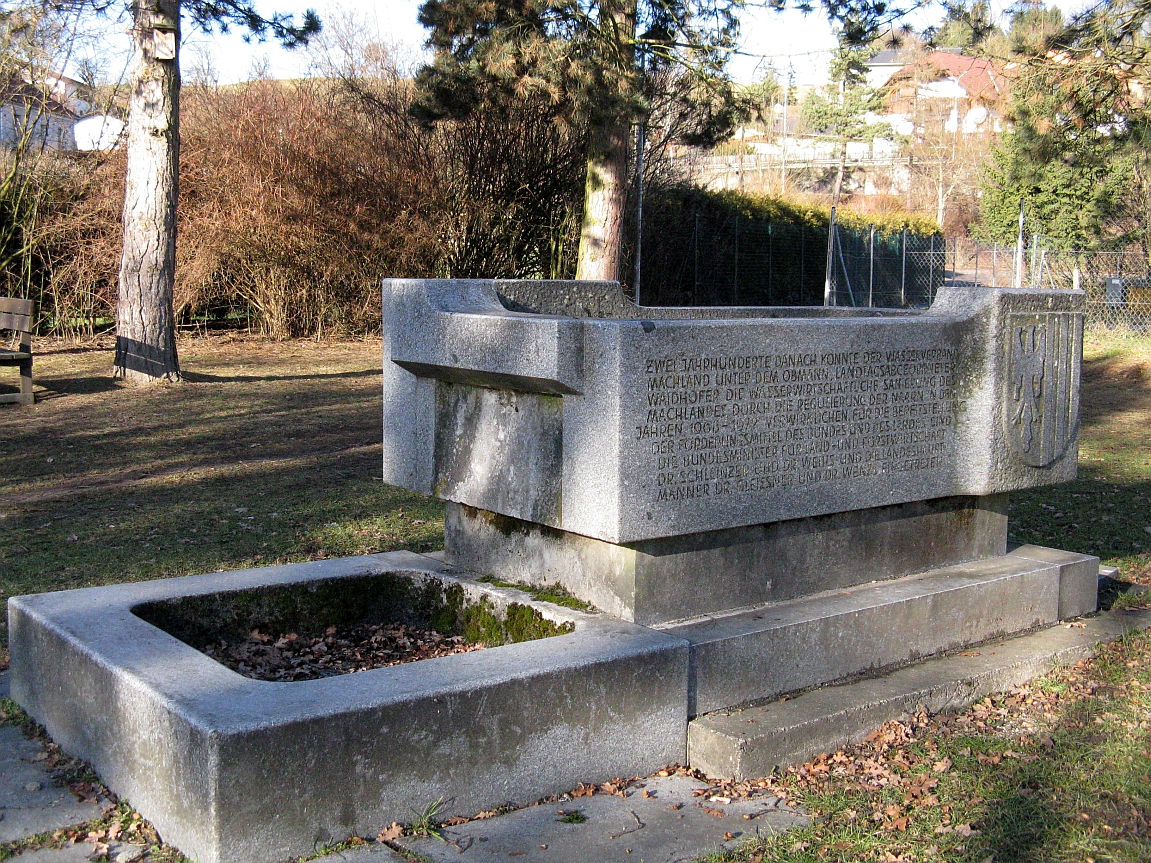
Granitbrunnen von Radler-Wöß aus 1972 im Seyrpark zur Erinnerung an die Naarnregulierungen im 18. und 20. Jahrhundert

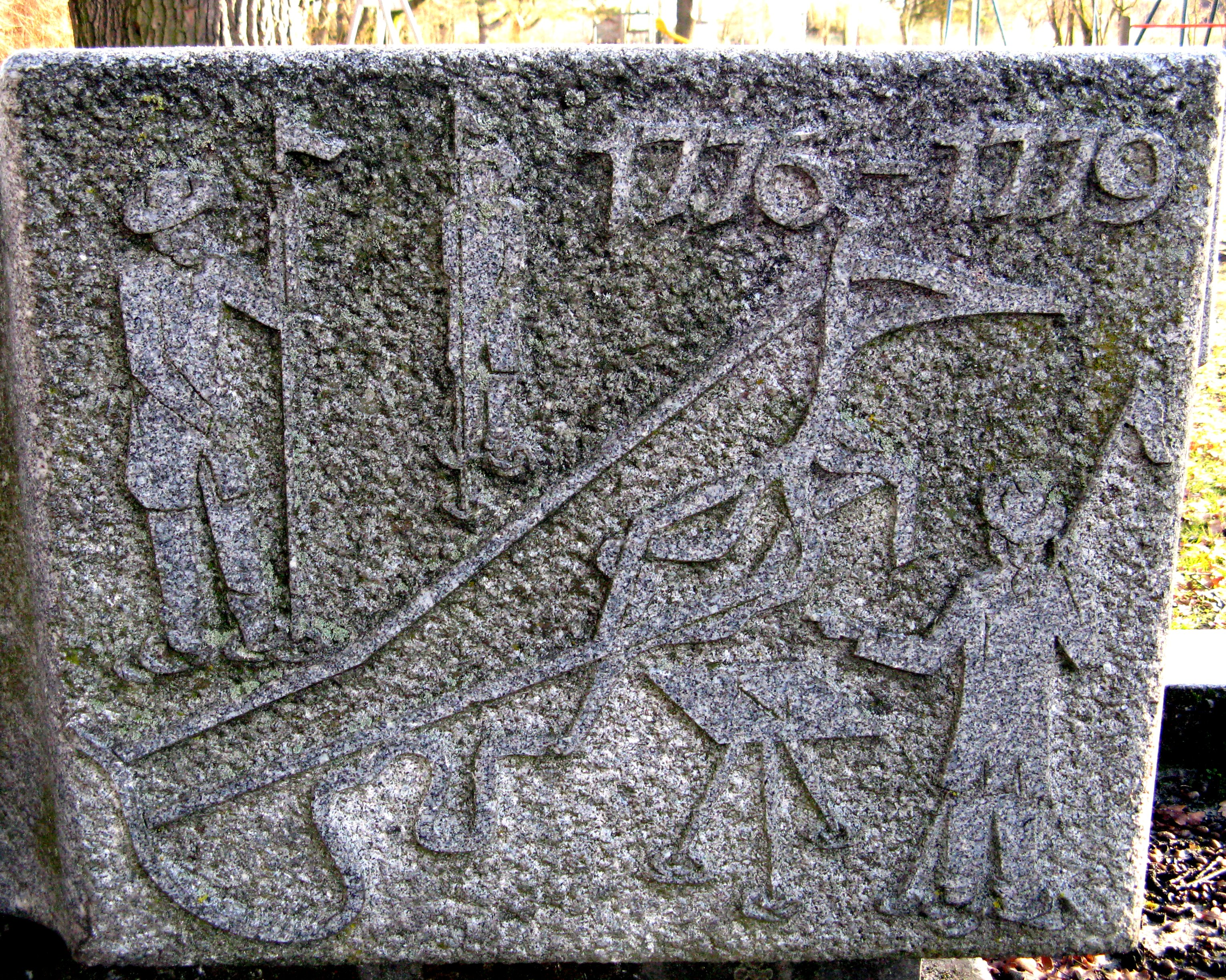
Detail des Brunnens von Radler-Wöß

Später gab es mehrmals Pläne für eine neuerliche Regulierung der Naarn im Machland, erst 1926 lag ein baureifer Plan vor. Der Beginn der Bauarbeiten verzögerte sich wegen der ungünstigen Wirtschaftslage. Erst 1938 nahm der Arbeitsdienst mit einheimischen Arbeitern das Vorhaben in Angriff. In Perg, Arbing, Baumgartenberg und Kirchstetten wurden Arbeitsdienstlager eingerichtet, 1942 mussten die Arbeiten eingestellt werden. Es folgten nach 1945 neuerliche Forderungen der Einwohner des Machlandes nach einer Entsumpfung des Gebietes.
Fast zwei Jahrhunderte nach der 1. Regulierung konnte der Wasserverband Machland die wasserwirtschaftliche Sanierung mit Mitteln des Bundes und des Landes Oberösterreich eine neuerliche Regulierung der Naarn (von 1968 bis 1972) durchführen. Die Kosten wurden mit 64 Millionen Schilling veranschlagt. Auch die betroffenen Grundbesitzer hatten im Verhältnis zum erwarteten Erfolg angemessene Interessentenbeiträge zu leisten. Damals wurde die Alte Naarn zu einem Kanal umgebaut. Der Grundwasserspiegel wurde damit um etwa 1,4 m abgesenkt und dadurch wurden große Flächen entwässert beziehungsweise bearbeitbar gemacht.
1967 war mit der Räumung des Naarnbettes flussabwärts von Perg begonnen worden und die Geschiebemengen aus dem Flussbett blieben beiderseits der Ufer als Damm zum Schutz vor Überschwemmungen liegen. Erst in diesem Stadium gab das Amt der Oberösterreichischen Landesregierung eine Wasserwirtschaftliche Studie für das Machland in Auftrag, das später die Grundlage einerseits für die Entsumpfung des Machlandes und andererseits für die Schaffung des Hochwasserschutzes bildete.
Die Machland-Gewässerregulierung umfasste einerseits die Abschnitte Hochwasserregulierung der Naarn von Perg flussabwärt über Wagra und Labing zum Hüttinger Arm der Donau (ungefähr 10,5 km), und andererseits die Regulierung der Nebengewässer Zeitlingerbach, Thurnhofbach, Auhofbach, Tobrabach (mit einer Hochwasserüberleitungsmulde zum Naarnfluss) und Arbingerbach.
Ein von Radler-Wöss errichteter Brunnen aus Granitsteinen befindet sich im Seyrpark und erinnert mit seinen Inschriften an die Naarnregulierungen des 18. und 20. Jahrhunderts.

## Auswirkungen der Naarnregulierung

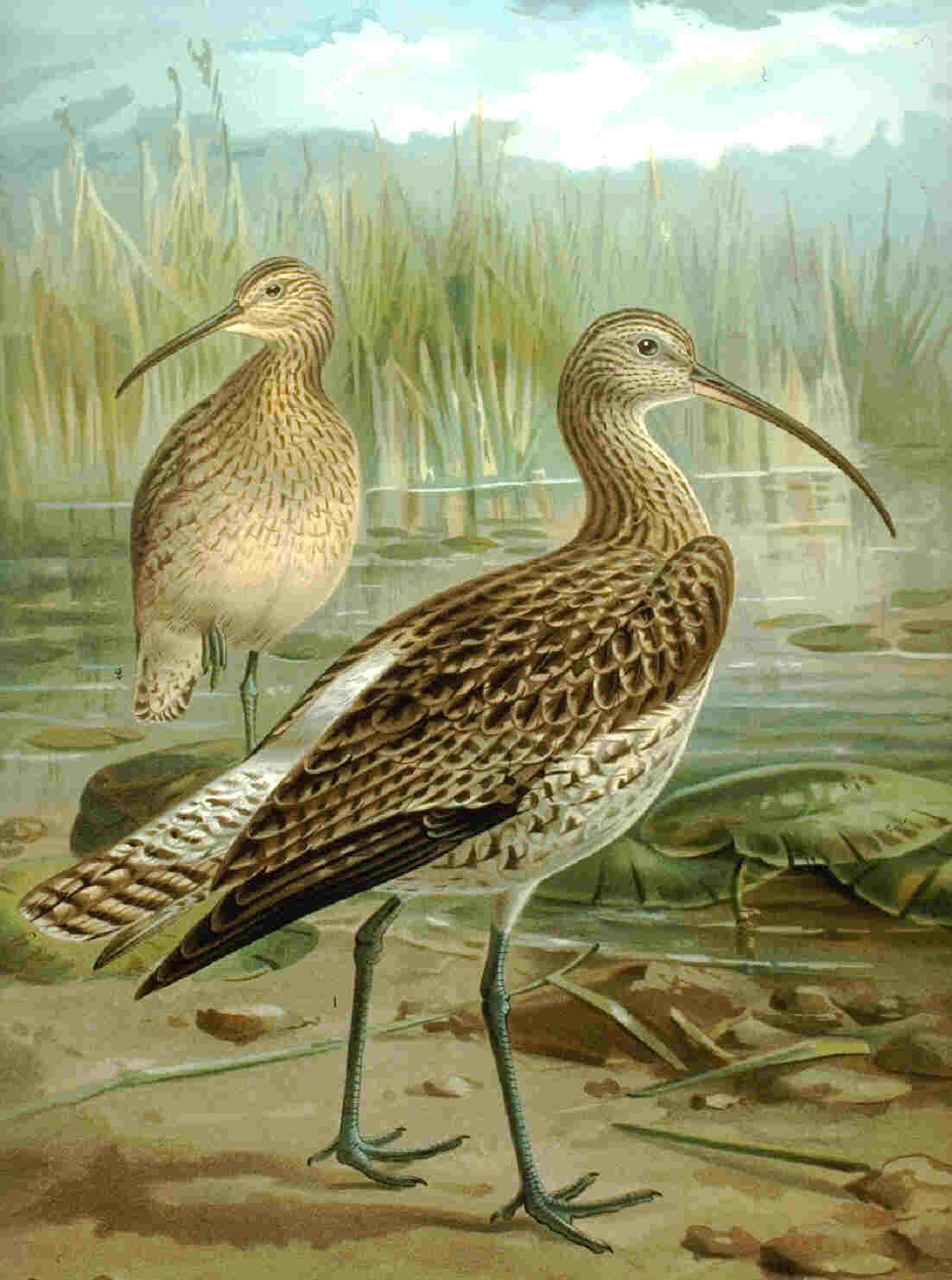
Großer Brachvogel

Die Naarnregulierungen hatten (neben den Auswirkungen des Kraftwerkbaues in Mitterkirchen/Wallsee sowie der Flusskraftwerke entlang der Naarn) bedeutende Auswirkungen auf die Pflanzen-, Tier- und Vogelwelt sowie das Fischereiwesen im Machland in der Naarn und in den angrenzenden Landschaften wie eben in der Perger Au.
Beispielsweise verblieben nach der Naarnregulierung in der Schwemmnaarn noch 200 Liter Wasser pro Sekunde. Der Anblick des ursprünglich großen Flussbettes und des kleinen Rinnsals war entsprechend trostlos. Durch Bemühungen der Fischereiberechtigten und deren Bewirtschafter beziehungsweise durch das Verständnis des Wasserverbandes Machland wurde bei der Labinger Brücke im Gemeindegebiet von Mitterkirchen ein Wehr errichtet, welches mindestens 400 Liter Wasser pro Sekunde in die Schwemmnaarn ableitet. Damit konnte die Schwemmnaarn wieder zu einem bewirtschaftbaren Gewässer gemacht werden.
Vor der neuerlichen Naarnregulierung war die Perger Au ein großflächiges Wiesengebiet und damit die Voraussetzung, dass dort die ehemals größte oberösterreichische Brachvogelpopulation heimisch war. 1980 war nur noch ein kümmerlicher Rest davon vorhanden. Die Weißstörche ließen sich von den geänderten ökologischen Verhältnissen nicht beeindrucken.